# 许冠尧
许冠尧（？—？），籍贯、生平及事迹不详。
1911年，他曾任各省都督府代表聯合會安徽代表。1911年12月23日各省都督府代表聯合會全体会议上，通报了孙中山即将回国的情况，代理议长景耀月指定马伯援、王有兰、许冠尧作为代表，到上海迎接孙中山。